# めぐる恋の季節
「めぐる恋の季節」（めぐるこいのきせつ）は、℃-uteのメジャー2枚目のシングル（通算6枚目のシングル）。2007年7月11日にzetimaから発売された。

## 概要
- 表題曲はテレビ東京系アニメ「ロビーとケロビー」の2007年7 - 9月のオープニングテーマ。
- センターは鈴木愛理。メインボーカルは鈴木愛理と矢島舞美である。
- 「めぐる恋の季節」のラッピング広告した三菱ふそうエアロクィーン「Cutie Circuit 2007 〜MAGICAL CUTIE TOUR〜 特製大型バス」（通称「℃-uteバス」）が、2007年7月31日にお披露目された。同年7月31日 - 8月24日のCutie Circuit 2007で、メンバーの移動に使われた。

## 収録曲
全作詞・作曲：つんく
1. めぐる恋の季節
編曲：鈴木Daichi秀行
2. 美少女心理
編曲：朝井泰生
3. めぐる恋の季節 (Instrumental)

## 参加ミュージシャン
めぐる恋の季節
- プログラミング&ギター：鈴木Daichi秀行
- コーラス：CHINO

美少女心理
- プログラミング&ギター：朝井泰生
- コーラス：竹内浩明